# ヴァイッド・ハリルホジッチ
- ヴァイッド・ハリルホジッチ[1]
- ヴァヒド・ハリルホジッチ
- バヒド・ハリルホジッチ

ヴァイッド・ハリルホジッチ（セルビア語: Vahid Halilhodžić, セルビア語キリル・アルファベット: Вахид Халилхоџић, ボスニア語発音: [ʋȃ:xid xǎlilxodʒitɕ], 1952年5月15日 - ）は、ボスニア・ヘルツェゴビナ出身の元サッカー選手。サッカー指導者。元ユーゴスラビア代表（現在はボスニア・ヘルツェゴヴィナ国籍以外にフランス国籍も取得）。
選手としてはディヴィジオン・アン（現リーグ・アン）で、1982-83, 1984–85シーズン得点王2回。1976年欧州選手権、1982年ワールドカップに出場した。
監督としては複数のクラブチームの他、コートジボワール代表、アルジェリア代表、日本代表、モロッコ代表と4カ国の代表チームを指揮し、いずれの国もFIFAワールドカップ本大会出場に導きながらも、アルジェリア代表以外の3ヶ国では本大会直前に代表を解任されるという経歴を持つ。

## 生い立ち
6人兄弟の第4子として生まれ、名字の由来は「親友（ハリル）」「指導者の子孫（ホジッチ）」。近所にあったサッカースタジアムが少年時代のヴァイッドの遊びの場となる。14歳時、将来エンジニアとしての電気工学修学目的でモスタルへと移住、両親の近くで生計を立てようかと考えていたが8歳年上だった実兄のサレムがプロとして成功し弟ヴァイッドをフットボールに誘い、地元フットボールクラブ「ジュニオール・ヴェレジュ・モスタル」に加入。18歳時、進路の決定を迫られFKヴェレジュ・モスタルの契約選手として報酬を得る道を選択。

## 選手として
選手時代のポジションはフォワード。FKヴェレジュ・モスタル、FCナント、パリ・サンジェルマンFCなどに在籍、ヴェレジュ・モスタル時代は11年間に渡りプレーを続け、通算207試合出場、103ゴールを挙げ、ナント時代には2度のディヴィジオン・アン得点王に輝いた。PSG時代、実母の死没と時を同じくしてプロ選手活動を終え、帰郷。
1978年、この年から開始したUEFA U-21欧州選手権に旧ユーゴスラビア代表として出場（ハリルホジッチは26歳だったが当時は2名までのオーバーエイジ選手が認められていた）し、決勝戦では旧東ドイツ代表を相手に2試合合計で4得点を挙げる活躍を見せた。この大会では6得点を記録し得点王となり、チームを同大会の初代優勝へと導いた。また、初代最優秀選手賞を受賞した。
ユーゴスラビア代表には1976年から1985年まで招集され、15試合に出場して8ゴールを挙げた。1976年欧州選手権、1982年ワールドカップに出場した。
横浜F・マリノスの元監督、エリク・モンバエルツとは、パリ・サンジェルマン時代での選手・指導者という間柄で、現在も交流があるという。

## 監督として
選手時代の蓄えを元手に母国にて飲食店、衣料品店などの事業に出資するも、ボスニア・ヘルツェゴビナ紛争にて資産が消滅。その後、古巣のヴェレジュ・モスタルで初めて監督となる。しかし、紛争が激化した影響でサッカーどころではなくなり、フランスへ移住。自宅の前で起きた銃撃戦に巻き込まれ重傷を負った事もあったという。1995年にフランス国籍を取得している。

### ラジャ・カサブランカ監督時代
1997年から1998年まで監督を務めたモロッコのラジャ・カサブランカでは、国内リーグを2連覇、1997年のCAFチャンピオンズカップを制しアフリカチャンピオンに導いた。

### LOSCリール・メトロポール監督時代
1998年から2002年まで監督を務めたフランスのリールでは、1999-00シーズンに2部リーグ優勝、2000-01シーズンはリーグ・アン昇格1年目ながら3位に食い込み、その手腕が評価され同年の年間最優秀監督に選ばれた。

### レンヌ監督時代
フランス１部レンヌ監督に就任するも編成方針をめぐってクラブ幹部と対立し、１シーズンでチームを去った。

### パリ・サンジェルマン監督時代
1年目にはフランスカップ優勝とリーグ2位という成績を残すも、2年目に入ると選手たちやクラブとの関係は悪化し2005年2月に解任。開幕スタートダッシュに失敗したそのシーズン、主力選手の内紛もあって思うような成績を残せず、選手からの求心力をすっかり失っていた。しかもチーム復調の障害となったのは、他ならぬハリルホジッチの厳しい指導スタイルだった。

### アル・イテハド監督時代
2006年6月、サウジアラビア１部アルイテハドではクラブ幹部の介入や生活環境が気に入らず、半年も持たずに辞任。

### コートジボワール代表監督
2008年5月、ウリ・シュティーリケの後任として就任。同年5月24日、キリンカップサッカー2008で日本代表（監督・岡田武史）と対戦。当時、日本でリハビリ中だったサッカー日本代表前任監督イビチャ・オシムが試合観戦に訪れ会話を交わす。2009年10月にはアフリカ最終予選で2010 FIFAワールドカップの出場権を獲得した。2010年2月27日、アフリカネイションズカップ2010準々決勝敗退の責任をとる形で代表監督解任。

### ディナモ・ザグレブ監督時代
2010年8月から指揮したクロアチアリーグ１部ディナモ・ザグレブでリーグ優勝するも、ここでもクラブとの間に亀裂が生じて退任。

### アルジェリア代表監督
2011年6月、アルジェリア代表監督に就任。アフリカで重要視されているアフリカネイションズカップ（アフリカ代表王者を決める大陸選手権）では、2012年大会予選D組4チーム中3位で予選敗退で本大会出場できず、2013年大会は予選は突破したものの本大会グループリーグD組で最下位で敗退と同大会で立て続けに結果を残せず、解任危機に陥った。同時期に並行して行われていた2014年ブラジルＷ杯アフリカ2次予選H組は首位で快進撃を続けていたので辛うじて解任されなかった。
2013年11月19日、2014年ブラジルＷ杯アフリカ最終予選最終戦で予選突破を決め、2014年ブラジルＷ杯出場を決めた。ブラジルＷ杯本大会メンバーは、アフリカ最終予選最終戦メンバーから当時19歳のMFナビル・ベンタレブ、イングランド2部リーグのレスター所属の当時無名の攻撃的MFリヤド・マフレズなど5名を抜擢し、入れ替えた。約1年半前の2013年アフリカネーションズカップメンバーからでは、約半数の12名の選手が入れ替わっていた。ブラジルＷ杯グループリーグＨ組では、初戦でベルギーに1-2で逆転負けしたものの、第2戦は韓国に4-2で勝利し、第3戦のロシアと1-1で引き分けてグループリーグを2位で突破し、アルジェリア史上初のベスト16入りを果たした。続く決勝トーナメント1回戦では優勝候補で実際にこの大会で優勝したドイツと対戦し、堅守と縦への鋭い攻撃で、ドイツを苦しめた。正規の90分では0-0で決着がつかず、延長戦に突入した。延長戦では2失点し、最後まで諦めることなく1点を返したものの、1-2で敗れた。ハリルホジッチは、この時点でも高く評価されていたが、ドイツが優勝した後は、そのドイツを最も苦しめたのが、アルジェリア代表であったことから、世界的にさらに高い評価を受けるようになった。
帰国したアルジェリア代表をアルジェリアの首相が出迎え、同国首都アルジェで凱旋パレードが行われた。同代表監督継続を示されたが、固辞した。以降、アルジェリア国民は、ハリルホジッチを英雄視し、アルジェリア代表が苦境に陥る度に、ハリル待望論が出るようになった｛実際に、サポーターが代表戦中にハリルホジッチの名前を称えながら連呼したり、同監督の日本代表監督解任後にオファーを出したりしている（日本代表監督解任後の項で後述）｝。

### トラブゾンスポル監督時代
ブラジルＷ杯後、トルコ1部のトラブゾンスポルの監督に就任したが、わずか3か月で契約解除。

### 日本代表監督時代
2015年3月12日、日本サッカー協会（JFA）の要請を受諾して日本代表監督に年俸200万ドル（約2億7000万円）で就任。代表監督への就任は3ヵ国目、公用語がフランス語ではない国は初めてとなった。2017年8月にはアジア最終予選を1位で通過、2018 FIFAワールドカップの出場権を獲得した。
2018年4月9日に解任が発表される。JFAの田嶋幸三会長が述べた解任理由は、「選手たちとのコミュニケーションや信頼関係が薄れていた」ことであった
。
2018年6月19日に行われたW杯初戦で日本代表がコロンビア戦を2-1で勝利し、下馬評を覆すサプライズを披露すると、コメントを求められたハリルホジッチは「私が何かをコメントすることは意味がないよ。私は試合を見ていない」と述べ、日本の試合を見ていないとし、具体的な言及を避けた。
2018年7月21日放送の週刊フジテレビ批評に出演した田嶋は、番組内で「EAFF E-1フットボールチャンピオンシップ2017（12月16日の韓国戦で1-4で大敗）で監督交代の議論が出たが、修正を期待していた。ところが、2018年3月のベルギー遠征でも（内容も良くなく、結果も出ず）修正できなかった。以前も言ったようにＷ杯で1％でも勝つ確率を上げるため、監督交代に踏み切った。西野（当時JFA技術委員長）をはじめ多くの人と相談したが、最終的に自分自身で（ハリルホジッチ解任を）決断した」と解任理由を述べた。
こうして自身の監督経歴では4年率いたリールに続いて2番目の長期政権を終えた。

#### 日本代表監督解任とその概要
ハリルホジッチはパスを繋ぐより、縦に速い戦術を求め当初は成果が出たが、相手に研究されると迷走、打開策を示すことができなかった。そこでベテランの本田圭佑、香川真司、岡崎慎司らが戦術の見直しをハリルホジッチに直談判。すると、彼らの出場時間は減り、代表に呼ばれなくなった。選手は『意見を言えば外される』という思いに至った。
2017年11月10日に行われたブラジル戦で敗れ（1-3）、試合後に話し合いの場を持っているが、選手全員ではなく小さなグループ単位だった。この時も選手は全員での選手ミーティング開催を申し入れたが、拒否されていた（それまでは許されていた）。2017年12月に開催されたEAFF E-1サッカー選手権2017決勝で宿敵・韓国に完敗（1-4）にもかかわらず、開き直ったように「韓国の方が格上だ。試合前から日本より強いと分かっていた」と言い放った指揮官の采配と態度を田嶋は問題視。解任の可能性を探ったが、協会幹部の方向性がまとまらず、消極的続投となった。
2018年3月、常連とみられていた酒井高徳、乾貴士が外れた（後に、酒井高徳は追加招集）。2人は前年11月の活動で指揮官と戦い方を巡り意見を戦わせており、周囲は“粛清”と受け止めた。
2018年3月23日のマリ戦（1-1）は不完全燃焼に終わり、試合後には「ハリルチルドレン」と言える選手たちも含め様々な選手たちから意見が噴出。大迫勇也は「縦に速い攻撃だけじゃ……」、森岡亮太は「監督と選手にイメージのギャップ？それは見ていて分かると思います」、山口蛍は「ずっと前に蹴れ、蹴れと言っているが、そんなに全部は蹴れない」、長友佑都は「今日の試合内容ではＷ杯で勝つのは厳しい」、昌子源は「（相手が）来ていないのに前の人に預ける必要はないと思います」と監督批判が並んだ。マリ戦後に選手たちはミーティングを開こうとハリルホジッチに持ちかけたが禁じられた。
3月27日のウクライナ戦に向けた前日会見の場で、ハリルホジッチは「何か問題があれば内部で解決するもの。外部に対する発言はあまり良くない」と箝口令をしいたが、キャプテンの長谷部誠は「実際、僕も誰の発言かは分からないからクリアじゃない」としながらも、「普通に考えて、チームの中で共有するものと、こういうところで喋るものは選手個々の裁量はある」。もっとも「僕の感覚として、そんなに（外部に意見が）出ている感じは受けない」との意見を述べた。
監督への不満が、これだけ報道陣に漏れることを前代未聞と事を重く見た西野朗技術委員長が選手から聞き取り調査を行った。結果、キャプテンの長谷部から、選手の総意として『現体制では難しい』との意見を聞くことになる。こうして日本人選手で唯一信用している選手としていた選手からも批判を受けることとなった。中間管理職的な立場になっていた長谷部のもとには不満が集まり、監督と選手の板挟みに悩むようになった。選手の不満は理解できる。だが、それを受け入れてくれるとは到底思えなかった。海外遠征で、長谷部は選手がホテルに缶詰め状態になっていたことから、『朝の散歩がしたい』と訴えたことがあった。だが答えは『NO』。それでも長谷部が食い下がると、『ならばチーム全員でしよう。俺も参加する』となった。これに選手は、プライベートまで監視するのかと激怒した。長谷部は監督と選手の潤滑油になろうと努力したが溝は深まる一方で、上記のような批判が外に漏れる事態となった。しかしながら2018年4月14日付のクロアチア紙でハリルホジッチは「選手が不満を持っているとは感じず理由が全くわからない」と述べている。
2018年4月7日、フランスを訪れた田嶋により日本代表監督の契約を解除することを通達された。同年4月9日、JFAの会見によりハリルホジッチの解任が発表された。ワールドカップ出場決定後の監督交代は日本史上初。自身としてはコートジボワール代表以来2度目となった。JFA側は「選手たちとのコミュニケーションや信頼関係が薄れていた」と解任理由を語った。実際に母国語ではないフランス語を使うことによる問題はあった。
そんな中、日刊スポーツの直撃取材を受けたハリルホジッチは、「日本では、すべてが金とビジネスによってひっくり返ってしまった」と解任に不満を示し、日本での会見も行われることとなった。4月27日、ハリルホジッチは記者が集まる中で記者会見を行った。ハリルホジッチは、選手とのコミュニケーション不足との理由で解任されたのは初めてだと語り、「確かに西野とのコミュニケーションは少なかったかもしれない。彼に意見を求めたりもしたが、あまり多くを語らない人だった。すべてのトレーニングに参加してくれたが、いつも『良かった』と言ってくれた」「会長には解雇権があるので、解雇は問題ない。ただ、私がショックを受けたのは、前もって情報を教えてくれなかったことだ。何の相談もなかった」「西野にしても田嶋にしても、『ハリル、問題があるぞ』となぜ言ってくれなかったのか。一度も言われたことはなかった」「私の得意分野である『最後の詰め』という仕事をさせてもらえなかった。ここからだというところで仕事ができなかった」と述べた。「最後に私は日本の永遠のサポーター」だと述べ会見を締めくくった。
ハリルホジッチは「日本が大好きなので、このまま終わりにすることはできない。裁判できちんと事実を明らかにしたい」として、2018年5月24日、JFAに対し、名誉毀損による慰謝料1円と謝罪広告の掲載を求めて東京地裁に提訴した。その後、2019年4月10日に同訴訟は取り下げられた。
解任の是非に関して直接的に語った選手は多くは無いが、大迫勇也は解任直後に「ポジティブでしかない」と語っている。ハリルホジッチ自身は、不満を協会に伝えた選手が少なくとも2名いると考えている。一方で解任を惜しむ選手も多く、槙野智章を始め15名ほどから励ましのメッセージが届いた他、ハリルホジッチの下でA代表に初選出された丹羽大輝は僅かな起用であったにもかかわらず、感謝を伝えにハリルホジッチを直接訪ねてきたことを明かしている。
後に西野朗は城彰二との対談で当時の流れを振り返り、「W杯イヤーになってハリルさんも自分の指導哲学を物凄く打ち出してきた。成功体験もあるから、物凄く選手に高圧的と言うか『こうやらないとW杯は戦えない、勝ち切れない』とか、チームに対しても個々に対しても物凄く要求が更に強くなった」「自分は横にいて『日本人ってもっと沢山出来る事ありますから』『この選手もっと柔軟に色んなプレー引き出せますよ』という事を言ってもそれは自分(ハリル)の哲学ではない。『そうやったら自分じゃなくなるだろ』という形」「W杯イヤーになったら俄然加速する監督像があって、それに選手達が追い付けなかった」と語っている。

### 日本代表監督解任後
2018年7月8日、アルジェリア代表監督への復帰で合意したと報じられたが、同年7月20日にアルジェリアサッカー連盟会長が同監督との契約交渉が破談したことを認めた。名誉毀損と謝罪広告を求める訴訟の弁論準備手続きが9月25日、東京地裁で行われた。下記FCナントのシーズン中に担当弁護士に連絡し「言うべきことは主張した。争いはもうやめたい」としてこの訴訟を取り下げた。

### FCナント監督時代
2018年10月2日、現役時代プレーヤーとして所属経験もあったリーグ・アン所属のFCナントの監督に就任する事が発表された。契約期間は2020年6月まで。またこれと同時にこれまでチームを率いていたミゲル・カルドソとは双方合意のもと契約が解除された。リーグアンでの指揮は13年ぶりとなった。

### モロッコ監督時代
2019年8月15日、サッカーモロッコ代表の監督に就任した。2021年9月5日にギニアでクーデターが発生した際には、同国で翌6日に開催される予定だった2022 FIFAワールドカップ・アフリカ2次予選の対ギニア戦のため現地入りしており、一時ホテルから身動きが取れなくなったが代表チームや試合関係者は特別に出国が許可されたため、5日深夜にギニアを離れた（試合は延期）。2022年3月29日には同アフリカ最終予選でコンゴ民主共和国代表に4対1で勝利し本大会への出場権を獲得し、コートジボワール、アルジェリア、日本に続き4カ国目をワールドカップに導いた。同年8月11日、退任が発表された。
モロッコ代表でも主力選手との軋轢が度々報じられており、特に2022年1月に開催されたアフリカネイションズカップ2021では、ハキム・ツィエク/ヌサイル・マズラウィ/アミーヌ・アリ/ユネス・ベランダの4選手を代表から外しメディアの批判を浴びた。ベランダは「俺にとってヤツは死んだも同じだ」と強い口調でハリルホジッチを批判したと伝えられる。ハリルホジッチは代表チーム内部にも「裏切り者」がいたとインタビューで示唆している。

## 指導スタイル
- 2008年から率いたコートジボワール代表では史上稀に見る攻撃的なチームを作り上げたが、大本命とされたアフリカネイションズカップ2010で準々決勝敗退となり、解任された。アルジェリア代表では、北アフリカのチームらしく綺麗にパスをつなぐスタイルだったチームにタイトな守備と鋭い速攻を植え付け、W杯ベスト16となった。対戦相手に応じてシステムを変えながら、機能させる手腕をもつ。同胞の大先輩である元日本代表監督イビチャ・オシムとも親交が深く[59]、オシムとの関係については「親友」と述べている[60]。日本代表では多くの歴代日本代表監督がポゼッションフットボールを志向したことに対し、対戦相手の実力を問わずに一貫して堅守速攻を使用した[61][62][63]。ハードワーク・アグレッシブ・フィジカル・デュエルなどを重視しており「ポゼッションは勝利を約束しない」とポゼッションフットボールを否定する考えを持っている[63]。
- 2014 FIFAワールドカップでアルジェリア代表では「4-2-3-1」、「4-3-3」、「5-4-1」などを使い分けた。
- 「ルール、規律、練習」をモットーとし、ロナウジーニョやディディエ・ドログバといったスター選手だろうと妥協を許さぬスタイルとされる[64][65]。自分のやりたいサッカーを選手に対してミーティングを通じてはっきり示して指導するタイプ[66]であり、結果的にビデオも交えたミーティングの回数は多く長くなりがちになるため、選手を代表した長谷部誠から時間短縮を求められたことがある[67]。
- 日本代表で主将を務めた長谷部誠からは「ひと言で言うと、すべて正直に、すべてをストレートに話しますね」「個人面談だけではなく、『記者会見が長い』と言われますけど、ミーティングの回数も多く、時間も長い。プロになって20人、30人ぐらいの監督と一緒に仕事をしてきましたけど、一番長いくらいです」と語られている[68]。
- 日本代表監督就任から3ヶ月程度は帰国なしで国内組視察を行う[69]。本田圭佑[70]や香川真司[71]はハリルホジッチについて「覚えてない。印象も全然ない」「イメージがない」などと述べているが、岡崎慎司は「印象に残っていたチームを率いていた監督が日本に来る。すごい偶然」と好印象を語った[72]。
- チームの全責任は監督にあるという信念を持ち、日本滞在時は日本サッカー協会に常駐する[73]、記者会見などではより多くの質問に答えようとする[74]など、積極的にスタッフやメディアとの交流を持とうとしている。一方、合宿中の選手取材に対しては従来よりも厳しい規制をかけた[75]。
- 己の意見を貫き、協調することはなく、ピッチ内だけではなくピッチ外でも厳しいルールを設ける厳格さを貫いている[21]。
- 選手やクラブに対し厳しさを求めるため、リールで年間最優秀監督賞を受賞して以降はアルジェリア代表を除き、全てのチームから契約解除もしくは解任の憂き目に遭っている。

## エピソード
- 2015年8月24日、東京都千代田区内にて乗用車を運転中にタクシーと接触事故を起こした。双方の運転手に怪我はなく、互いの車体も擦れた程度で大きな損壊はなかった[76]。2017年6月15日にも東京都文京区内にて乗用車を運転中に接触事故を起こした。双方の車に傷やへこみができたが、運転手に怪我はなかった[77]。
- 2016年5月5日、熊本地震の被災地を訪問した際に、現地の状況をボスニア・ヘルツェゴビナ紛争時の「銃を向けられた」「自宅が破壊された」等の経験を踏まえて語っている[78]。

## 代表歴

### 試合数
- 国際Aマッチ 15試合 8得点（1976年-1985年）[79]

| ユーゴスラビア代表 | 国際Aマッチ | 国際Aマッチ |
| 年                 | 出場        | 得点        |
| ------------------ | ----------- | ----------- |
| 1976               | 2           | 0           |
| 1977               | 1           | 0           |
| 1978               | 3           | 4           |
| 1979               | 0           | 0           |
| 1980               | 1           | 0           |
| 1981               | 5           | 4           |
| 1982               | 2           | 0           |
| 1983               | 0           | 0           |
| 1984               | 0           | 0           |
| 1985               | 1           | 0           |
| 通算               | 15          | 8           |

## 監督成績
2022年8月11日現在
| ラジャ・カサブランカ | 1997年6月     | 1998年10月    | 45  | 28  | 14  | 3   | 062.22 |
| リール               | 1998年10月    | 2002年6月     | 159 | 79  | 44  | 36  | 049.69 |
| レンヌ               | 2002年11月    | 2003年7月     | 43  | 15  | 10  | 18  | 034.88 |
| パリ・サンジェルマン | 2003年7月     | 2005年2月     | 63  | 28  | 21  | 14  | 044.44 |
| トラブゾンスポル     | 2005年10月    | 2006年6月     | 26  | 12  | 5   | 9   | 046.15 |
| アル・イテハド       | 2006年6月     | 2006年8月     | 10  | 7   | 1   | 2   | 070.00 |
| コートジボワール代表 | 2008年5月     | 2010年1月     | 22  | 12  | 9   | 1   | 054.55 |
| ディナモ・ザグレブ   | 2010年8月     | 2011年5月     | 32  | 24  | 4   | 4   | 075.00 |
| アルジェリア代表     | 2011年6月     | 2014年7月     | 31  | 19  | 5   | 7   | 061.29 |
| トラブゾンスポル     | 2014年7月     | 2014年11月    | 14  | 4   | 8   | 2   | 028.57 |
| 日本代表             | 2015年2月     | 2018年4月     | 38  | 21  | 9   | 8   | 055.26 |
| ナント               | 2018年10月1日 | 2019年8月2日  | 37  | 17  | 6   | 14  | 045.95 |
| モロッコ代表         | 2019年8月15日 | 2022年8月11日 | 30  | 20  | 7   | 3   | 066.67 |
| 合計                 | 合計          | 合計          | 550 | 286 | 138 | 126 | 052.00 |

## タイトル
選手
- UEFA U-21欧州選手権：1978（ユーゴスラビア代表）※オーバーエイジ枠での出場
- ユーゴスラビアカップ：1981（ヴェレジュ・モスタル）
- クープ・ドゥ・フランス：1983（ナント）
- フランスリーグ得点王：1982-83、1984-85（ナント）[80]
- 最優秀外国人選手：1984、1985（ナント）[81]

指導者
- CAFチャンピオンズリーグ：1997（ラジャ・カサブランカ）
- ボトラ（モロッコリーグ）：1997、1998（ラジャ・カサブランカ）
- クープ・ドゥ・フランス：2004（パリ・サンジェルマン）
- リーグ・ドゥ（2部）年間最優秀監督：1999（リール）[81]
- リーグ・アン年間最優秀監督：2001（リール）[81]

## 栄典
- リール市民栄誉賞【フランス、2002年】[リンク切れ][82]
- レジオンドヌール勲章 騎士（シュヴァリエ）【フランス、2004年】[リンク切れ][82]
- モスタル市民栄誉賞【ボスニア・ヘルツェゴビナ、2011年】[リンク切れ][82]
- ヤブラニツァ（英語版）市民栄誉賞【ボスニア・ヘルツェゴビナ、2011年】[リンク切れ][82]

## 主な出演

### CM
- WOWOW「UEFA EURO 2016 マルシェ」（2016年）[83]

## 関連書籍
- 『ハリルホジッチ思考 成功をもたらす指揮官の流儀』東邦出版、2015年4月。ISBN 978-4809413209。
- 『ハリルホジッチと日本サッカーの未来 その指針と論点』ベースボールマガジン社、2015年5月。ISBN 978-4583108629。
- ローラン・ジャウィ、リオネル・ロッソ 著、楜澤美香 訳『ハリルホジッチ 勝利のスパイラル』日本文芸社、2015年7月。ISBN 978-4537261226。
- 五百蔵容『ハリルホジッチ・プラン サッカー後進国日本 逆転の戦術論』星海社、2018年4月。ISBN 978-4065116357。